# Kazimierz Ostrowski (rzeźbiarz)
Kazimierz Witold Ostrowski (ur. 23 kwietnia 1848 we Lwowie, zm. 1 kwietnia 1880 w Warszawie) – polski rzeźbiarz, powstaniec styczniowy.

## Życiorys
Syn lwowskiego złotnika i jubilera Józefa Ostrowskiego. Studia odbył w Akademii Sztuk Pięknych w Wiedniu. Ważniejsze dzieła: „Polonia” (kompozycja, zakupiona przez Towarzystwo Sztuk Pięknych w Krakowie), „Dawid zwycięża Goliata”, „Święty Kazimierz”, medaliony Kraszewskiego, Matejki i Chopina, popiersie Popielównej. Wykonał rzeźby grupowe na konkurs lwowski do gmachu sejmowego, „Powitanie bocianów' „Powódź", „Rozpacz matki", wreszcie trzy ostatnie prace: „Jontek i Halka", „Świtezianka" i „Polonez".
Był ojcem Witolda Tadeusza, Stanisława Kazimierza i Kazimierza Mariana Bełzy-Ostrowskiego, adoptowanego przez poetę Władysława Bełzę. Zmarł na zapalenie płuc. Pochowany na cmentarzu Powązkowskim w Warszawie (kwatera 55 rząd 6)